# Günther Schartz (Politiker, 1930)

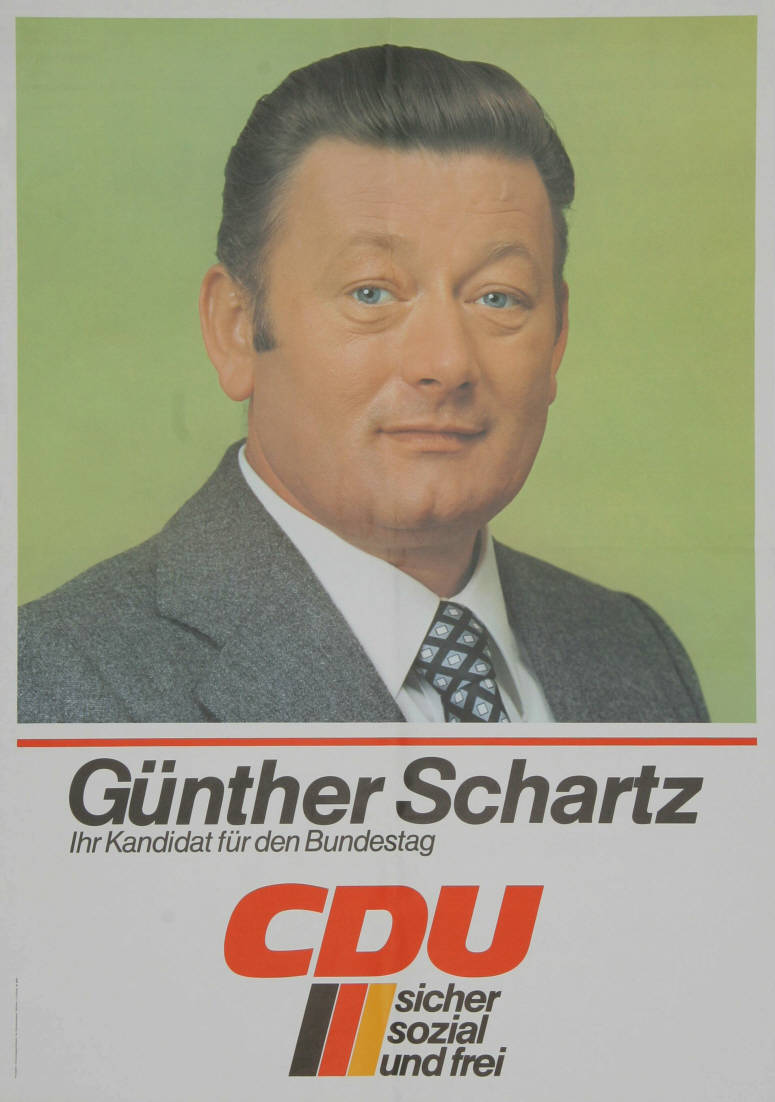
Kandidatenplakat zur Bundestagswahl 1976

Günther Schartz (* 26. Juli 1930 in Onsdorf; † 1. Juli 2007) war ein deutscher Politiker (CDU).

## Leben
Schartz wurde in eine bäuerliche Familie geboren. Der gelernte Landwirt baute den elterlichen Bauernhof zum Vollerwerbsbetrieb aus, der heute noch von einem seiner Söhne und dessen Familie bewirtschaftet wird.
1960 wurde er in den Kreistag des Landkreises Saarburg gewählt. 1971 wurde er Abgeordneter im rheinland-pfälzischen Landtag. Von 1976 bis 1994 war er Abgeordneter im Deutschen Bundestag. Von 1964 bis zu seinem Tode war Günther Schartz Ortsbürgermeister seiner Heimatgemeinde Onsdorf im Landkreis Trier-Saarburg.
Von 1987 bis 2005 stand Schartz als Präsident an der Spitze der Landwirtschaftskammer Rheinland-Pfalz (LWK), deren Vizepräsident er zuvor schon zwölf Jahre lang gewesen war. Von 1976 bis 2000 war Schartz zudem Präsident des Bauern- und Winzerverbands Rheinland-Nassau und von 1980 bis 1985 Präsident des Weinbauverbands Mosel-Saar-Ruwer.
Der damalige rheinland-pfälzische Landwirtschaftsminister Hans-Artur Bauckhage lobte Günther Schartz an dessen 75. Geburtstag am 26. Juli 2005 als „Persönlichkeit mit außerordentlichem Vorbildcharakter“, der „in den vergangenen 40 Jahren Agrargeschichte geschrieben und dem landwirtschaftlichen Berufsstand zur sozialen Sicherung verholfen habe. Ohne diese Leistungen gäbe es weder eine Alterssicherung für Landwirte noch eine Kranken-, Pflege- und Unfallversicherung heutiger Prägung“, so der Minister. Er wurde mit der Auszeichnung „Ökonomierat“ geehrt.
Er starb nach langer, schwerer Krankheit. Sein Sohn Günther Schartz war von 2006 bis 2021 Landrat des Kreises Trier-Saarburg.

## Ehrungen
- 1986: Verdienstkreuz 1. Klasse der Bundesrepublik Deutschland
- 1999: Großes Bundesverdienstkreuz
- Freiherr-vom-Stein-Plakette[1]